# Meir Argov

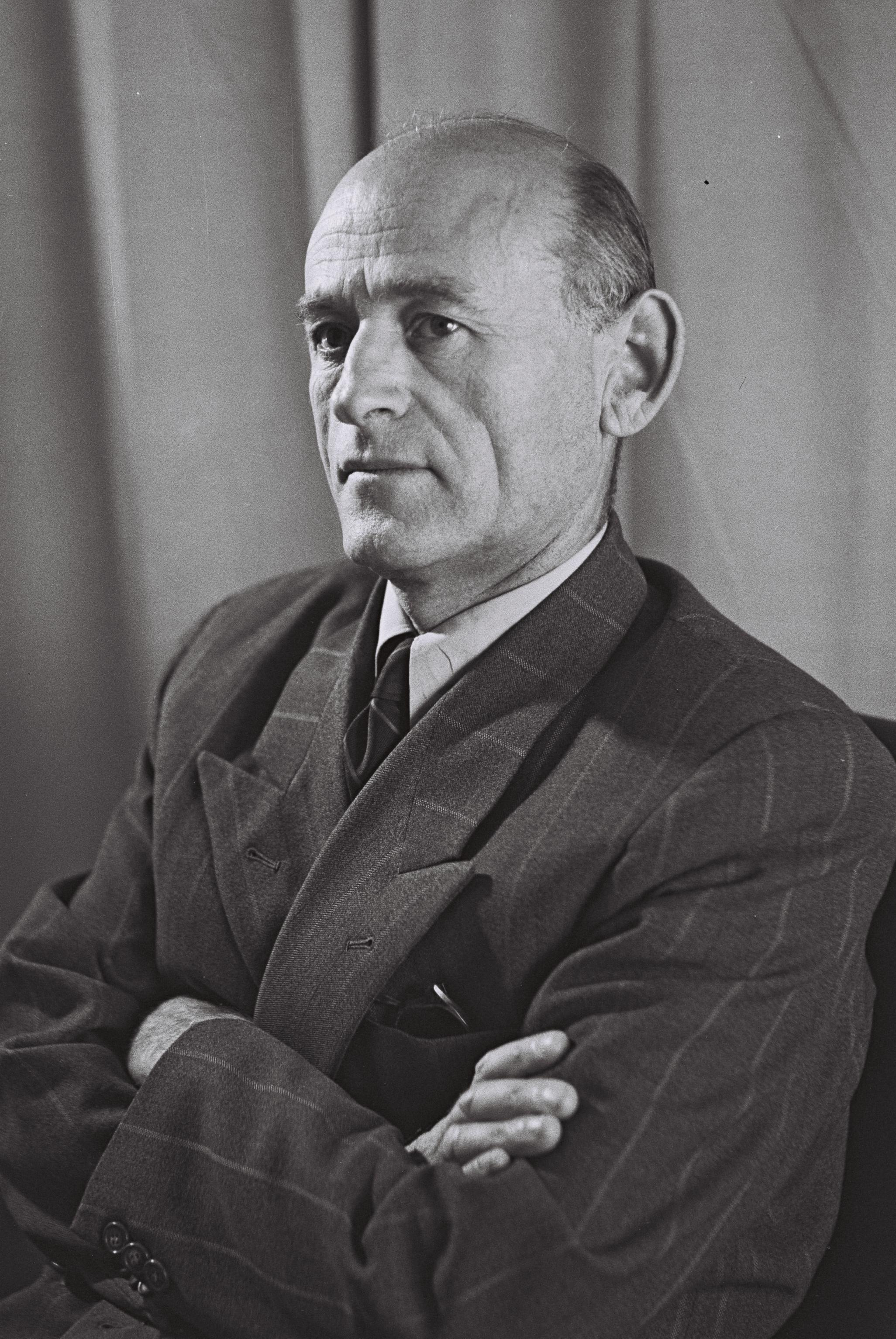
Meir Argov, Mitglied der ersten Knesset

Meʾir Argov (hebräisch מאיר ארגוב Meʾīr Argōv; geboren als Meyer Grabovsky; am 1905 in Rybniza, Russisches Kaiserreich; gestorben am 24. November 1963 in Jerusalem) war ein israelischer Politiker, der 1949 als Abgeordneter in die erste Knesset gewählt wurde und dieser bis zu seinem Tod angehörte. Er war einer der Unterzeichner der Unabhängigkeitserklärung Israels am 14. Mai 1948.

## Leben
Nach Besuch einer jüdischen Grundschule und eines Gymnasiums studierte Meyer Grabovsky an der Universität Kiew. Bereits während des Schulbesuchs wurde er 1917 Mitglied des Zentralkomitees der Jungen Zionisten und gehörte zu den Anführern der zionistischen Organisation HeChaluz in der heutigen Ukraine. Wegen dieser Aktivitäten wurde er 1922 während der Herrschaft der KPdSU verhaftet und nach weiteren Aktionen für zionistische Organisationen 1924 aus der Sowjetunion ausgewiesen.
Nach seiner Einwanderung (Alija) in das Völkerbundsmandatsgegebiet für Palästina 1927 war er in der Landwirtschaft tätig und war von 1929 bis 1939 Sekretär des Arbeiterrates von Petach Tikwa. 1930 wurde er Mitglied des Nationalausschusses (hebräisch הַוַּעַד הַלְּאֻמִּי HaWaʿad haLeʾummī), der Exekutive der jüdischen Repräsentantenversammlung der Mandatszeit, und 1931 Mitglied des Gemeinderates von Petach Tikwa. 1940 trat er als Freiwilliger in die British Army ein und kämpfte in der Jüdischen Brigade in Italien. Nach dem Zweiten Weltkrieg nahm er an Aktionen zur Rettung jüdischer Flüchtlinge nach Palästina teil.
Grabovsky, der als Mitglied des 37-köpfigen Übergangsparlaments (Volksrat, hebräisch מוֹעֶצֶת הָעָם Mōʿetzet haʿAm) am 14. Mai 1948 zu den Unterzeichnern der Unabhängigkeitserklärung des Staates Israels gehörte, war auch Mitglied des Zentralkomitees der Arbeiterpartei (Mapai). Erst nach 1948 hebräisierte er seinen Namen.
Nach der Gründung des Staates Israel wurde Argov am 14. Februar 1949 erstmals Mitglied der Knesset und gehörte dieser als Vertreter der Mapai bis zu seinem Tod am 24. November 1963 an. Während seiner Parlamentszugehörigkeit war er von Februar 1949 bis zu seinem Tod auch Vorsitzender des Knesset-Ausschusses für Auswärtige Angelegenheiten und Verteidigung sowie Mitglied mehrerer weiterer Ausschüsse.

## Schriften
1971 erschien postum eine Sammlung seiner Aufsätze und Artikel unter dem Titel Struggles: A Collection of Articles and Essays.